# Comitatul Saint Croix, Wisconsin
Comitatul Saint Croix este unul din cele 72 de comitate din statul Wisconsin din Statele Unite ale Americii. Sediul acestuia este localitatea Hudson. Conform recensământului din anul 2000, numit Census 2000, populația sa a fost 63.155 de locuitori.

## Demografie
|  | Graficele sunt indisponibile din cauza unor probleme tehnice. Mai multe informații se găsesc la Phabricator și la wiki-ul MediaWiki. |

Date: Wikidata - grafică realizată de Wikipedia